# NGC 5695
NGC 5695 (другие обозначения — UGC 9421, MCG 6-32-77, MK 686, ZWG 192.49, IRAS14353+3647, PGC 52261) — спиральная галактика с перемычкой (SBa) в созвездии Волопас.
Галактика обладает активным ядром и относится к сейфертовским галактикам типа II
Этот объект входит в число перечисленных в оригинальной редакции «Нового общего каталога».